# 애스턴 마틴 발할라
애스턴 마틴 발할라(영어: Aston Martin Valhalla)는 애스턴 마틴에서 2020년부터 생산 중인 플러그인 하이브리드 스포츠카이다.

## 개요
발할라는 애스턴 마틴과 레드불 레이싱의 협력 결과였다. 처음에 AM-RB 003이라고 불렸던 이 자동차의 프로젝트 이름은 발키리에서 처음으로 구현된 많은 기술을 사용하기 때문에 자동차의 공개 소개에서 "Son of Valkyrie"로 밝혀졌다. 자동차의 최종 모델명은 발할라로 밝혀졌다. 차명인 발할라는 고대 북유럽 신화에서 전사의 천국의 이름에서 유래되었다.  또한 문자 "V"로 시작하는 애스턴 마틴 자동차 이름 지정의 전통을 이어갔다.

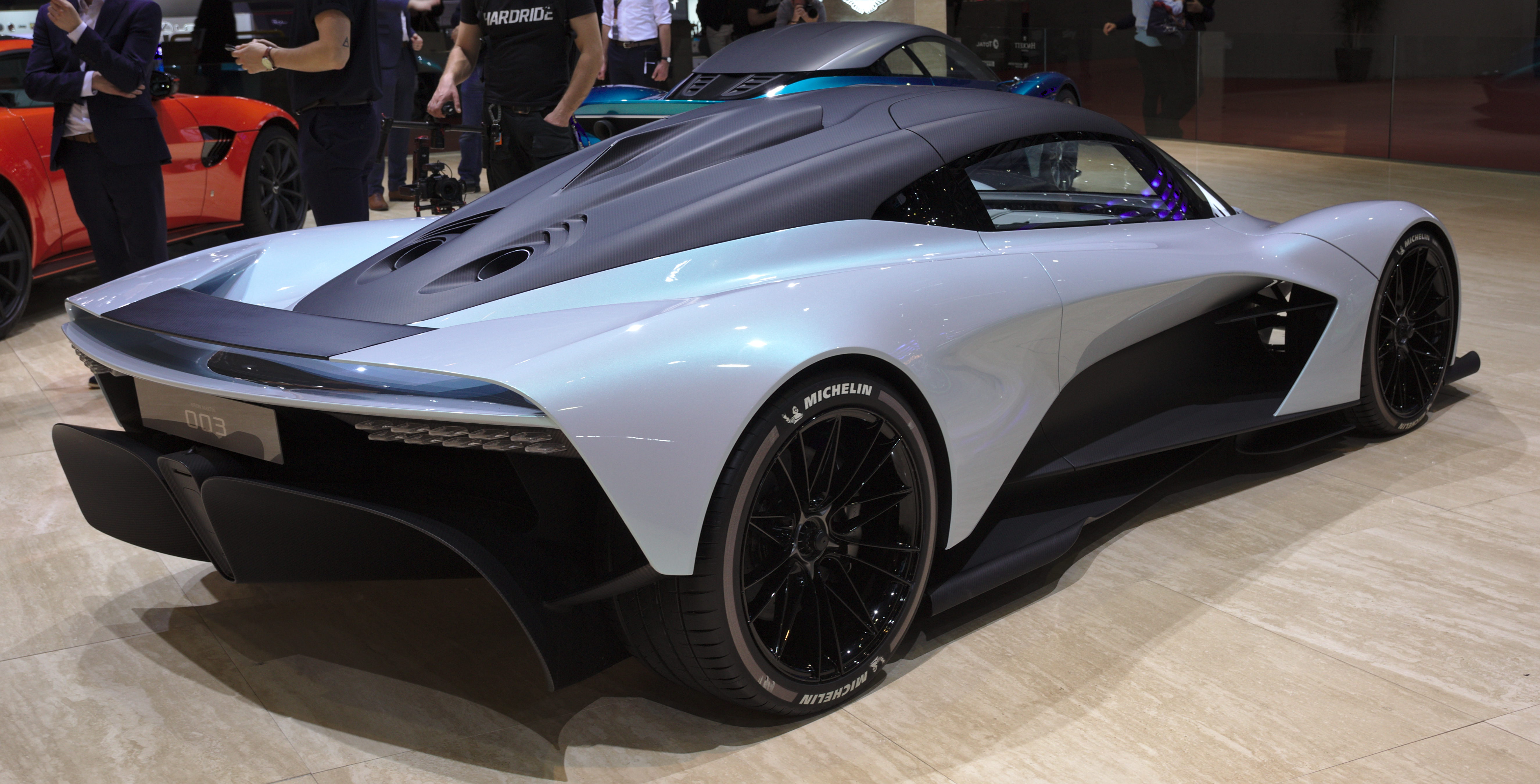
후방

## 생산 대수
애스턴 마틴 발할라의 생산 대수는 총 500대이다.

## 비디오 게임에서의 등장
- 아스팔트 8: 에어본
- 아스팔트 9: 레전드